# Cristina de Lorena
Cristina de Lorena ou Cristiana da Lorena (em francês: Christine de Lorraine; Nancy, 16 de agosto de 1565 – Florença, 19 de dezembro de 1637) pertencia à Casa de Lorena e foi Grã-duquesa de Toscana por casamento. A partir de 1621, foi também regente da Toscana, juntamente com a sua nora, durante a menoridade do seu neto.

## Princesa de Lorena
Nascida em Nancy, era a filha de Carlos III da Lorena e de sua mulher Cláudia de Valois, e neta de Catarina de Médici, rainha de França. Foi-lhe dado o nome de sua avó paterna, Cristina da Dinamarca, duquesa de Milão e de Lorena.

## Casamento
Em 1587 Francisco I de Médici, Grão-duque da Toscana, morreu sem herdeiro masculino legítimo. O seu irmão Fernando, que fora nomeado Cardeal em 1562 (embora nunca tivesse sido ordenado),  declara-se imediatamente terceiro Grão-duque da Toscana. Procurando um casamento que preservasse a sua independência política, Fernando escolheu a sua prima distante, Cristina de Lorena, a neta favorita de Catarina de Médici, Rainha de França. Catarina influenciou a concretização deste casamento que realinharia os Médici com França, em detrimento da Espanha.
A sumptuosa e bem documentada boda, celebrada em Florença em 1589, foi organizada para impressionar as casas reais europeias. A cerimónia religiosa ocorreu na Catedral de Florença e foi seguida de diversos eventos para o público, bem como banquetes, bailes, comédias e interlúdios musicais, e uma batalha naval simulada no pátio inundado do Palácio Pitti, para os convidados aristocratas. No total, espetáculos nupciais terão atingido cerca de 17 milhões de Euros, em custos actuais. Estas atractivas e inovadoras formas de entretenimento provaram ser mais do que mero exibicionismo, influenciando as representações teatrais nas diversas cortes Europeias, ao longo de todo o Século XVII.
Galileo escreveu a sua Carta à Grã-duquesa Cristina, sobre a relação entre ciência e revelação, em 1615.

## Regente da Toscana
O seu filho Cosme II de Médici morreu em 1621, deixando o seu filho de 10 anos como Grão-duque. Cristina e a nora, Maria Madalena de Áustria, actuaram como regentes até à maioridade do jovem monarca. A sua regência conjunta é conhecida como Tutrici (que em português seria traduzida por mentoras). O temperamento de Cristina era análogo ao de Maria Madalena e, juntas, elas alinharam a Toscana com os Papado e redobraram o clero toscano. Após a morte do último Duque de Urbino, Francisco Maria II Della Rovere, em vez de reclamarem o ducado para Fernando, que se casara com a neta e herdeira, Vitória Della Rovere, elas permitiram que Urbino fosse anexado pelo Papa Urbano VIII. 
Em 1626, as regentes proibiram que qualquer súbdito toscano fosse educado fora do Grão-ducado, lei que veio a ser ressuscitada pelo neto de Cristina, Cosme III de Médici. O historiador Harold Acton atribuí o declínio da Toscana a esta regência conjunta. A Grã-duquesa viúva enviou Fernando numa viagem pela Europa em 1627. Maria Madalena morreu em 1631, um anos antes do seu filho assumir as rédeas do governo. Cristina de Lorena morreu em Florença com 72 anos.

## Descendência
Do seu casamento com Francisco I, Cristina teve nove filhos:
1. Cosme (Cosimo) (1590–1621) que veio a ser Grão-duque da Toscana e casou com Maria Madalena de Áustria, com geração;
2. Leonor (Eleanora) (1591–1617), sem aliança;
3. Catarina (Caterina) (1593-1629), casou com Fernando I Gonzaga, Duque de Mântua, e foi Governadora de Siena já em viúva;
4. Francisco (Francesco) (1594–1614), Príncipe de Capestrano, sem aliança;
5. Carlos (Carlo) (1595–1666) Cardeal;
6. Filipino (Filippino) (1598–1602), sem aliança;
7. Lourenço (Lorenzo) (1599–1648), sem aliança;
8. Maria Madalena (Maria Maddalena) (1600–1633), sem aliança;
9. Cláudia (Claudia) (1604–1648) casada com (1) Frederico Ubaldo Della Rovere e depois com (2) Leopoldo V da Áustria. Com geração de ambos os casamentos.

## Títulos, honras e armas
- 16 de agosto de 1565 - 3 de maio de 1589 Sua Alteza Cristina de Lorena
- 3 de maio de 1589 - 17 de fevereiro de 1609 Sua Alteza a Grã-duquesa da Toscana
- 17 de fevereiro de 1609 -  9 de dezembro de 1637 Sua Alteza a Grã-duquesa viúva da Toscana

## Citações
1. ↑  Acton, p 111
2. ↑  Acton, p 192
3. ↑  Acton, p. 192
4. ↑  Strathern, p 375